# Beach Armoured Recovery Vehicle

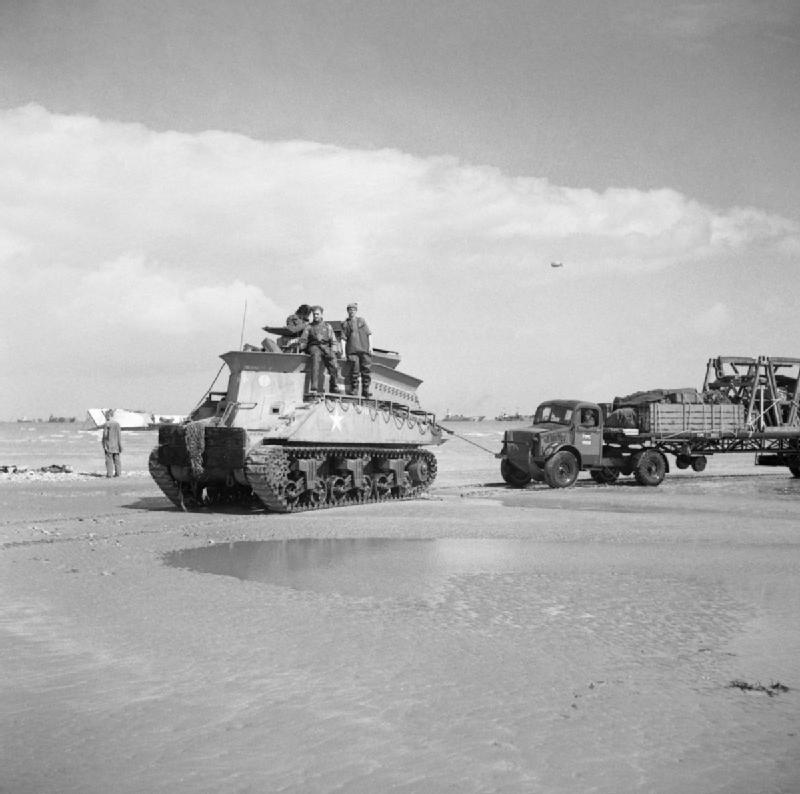
Ein Sherman BARV schleppt 1944 in der Normandie einen Bedford-Tieflader ab

Beach Armoured Recovery Vehicle (BARV, deutsch: „gepanzertes Strand-Bergefahrzeug“) sind Panzerfahrzeuge, die dafür sorgen sollen bzw. sollten, dass der Verkehr an Landestränden reibungslos funktioniert. Die Aufgabe besteht oder bestand darin, festgefahrene Fahrzeuge zu bergen oder auch aufgelaufene Landungsboote zurück in das Wasser zu schieben.
Das Einsatzkonzept entstand im Zweiten Weltkrieg auf britischer Seite, jedoch nutzen die Niederländer noch im Jahr 2020 solche Bergefahrzeuge.

## Überblick
- Sherman BARV, britischer Strand-Bergepanzer auf Basis des M4 Sherman
- M3 BARV, australischer Strand-Bergepanzer auf Basis des M3 Lee/Grant
- Caterpillar BARV, australisches Strand-Bergefahrzeug auf Basis des Caterpillar D8
- Centurion BARV, britischer Strand-Bergepanzer auf Basis des Centurion (Panzer)
- Hippo BRV, teilgepanzertes britisches Strand-Bergefahrzeug auf Basis des Leopard 1A5
- Leopard BARV, niederländischer Strand-Bergepanzer auf Basis des Leopard 1V
  - Samson (BARV1), Hercules (BARV2), Goliath (BARV3) und Titan (BARV4)

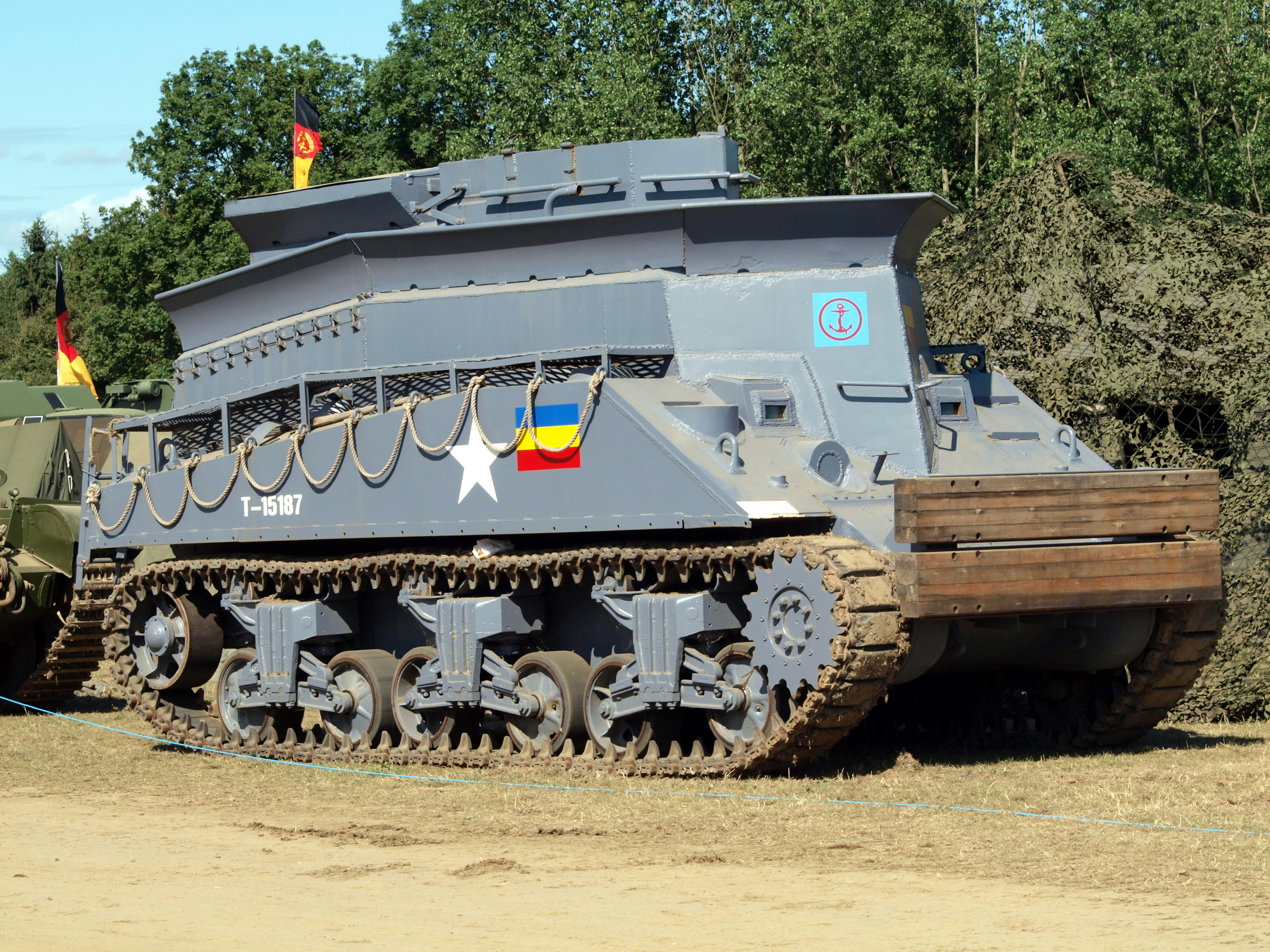
Sherman BARV
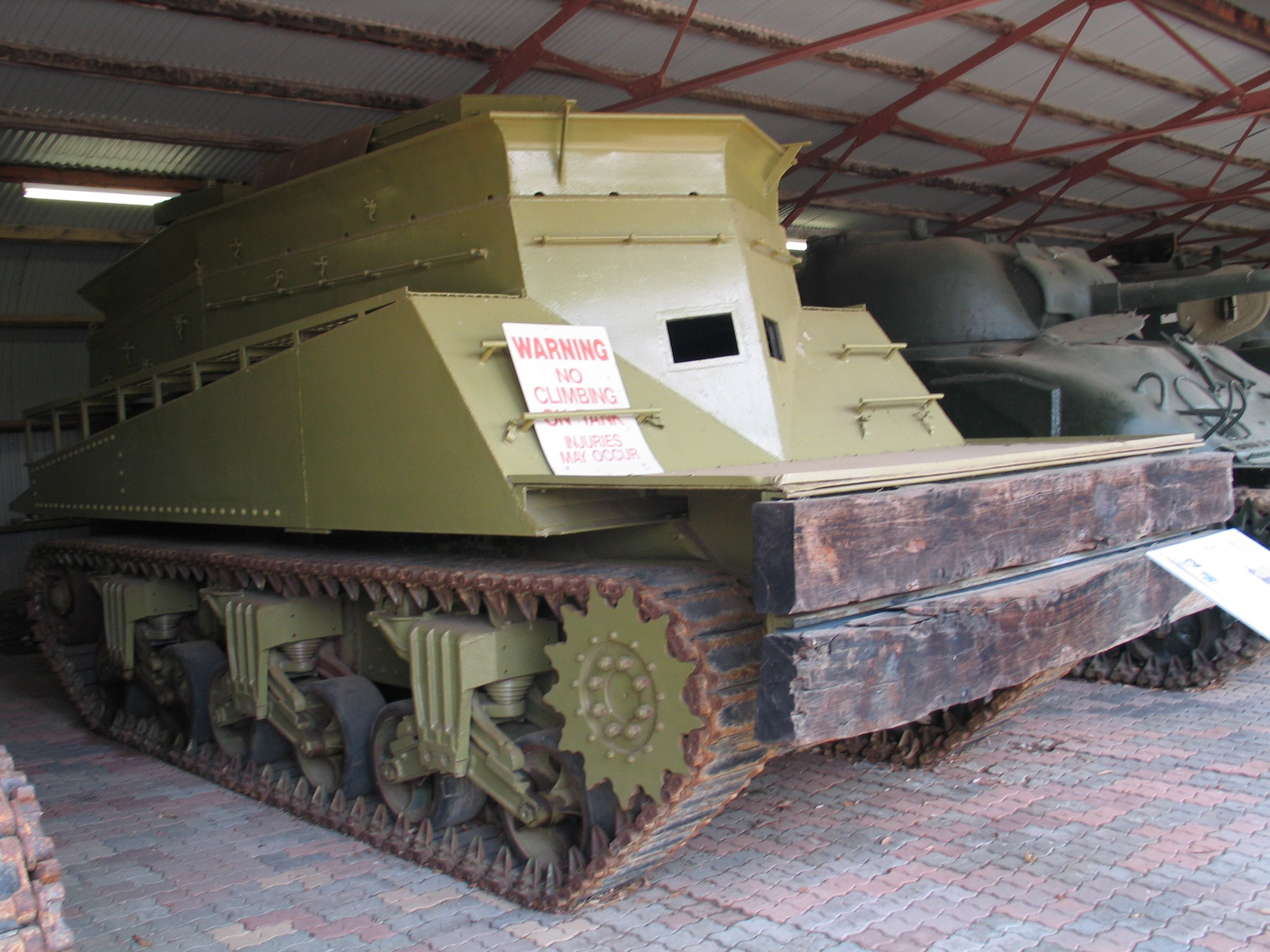
M3 BARV
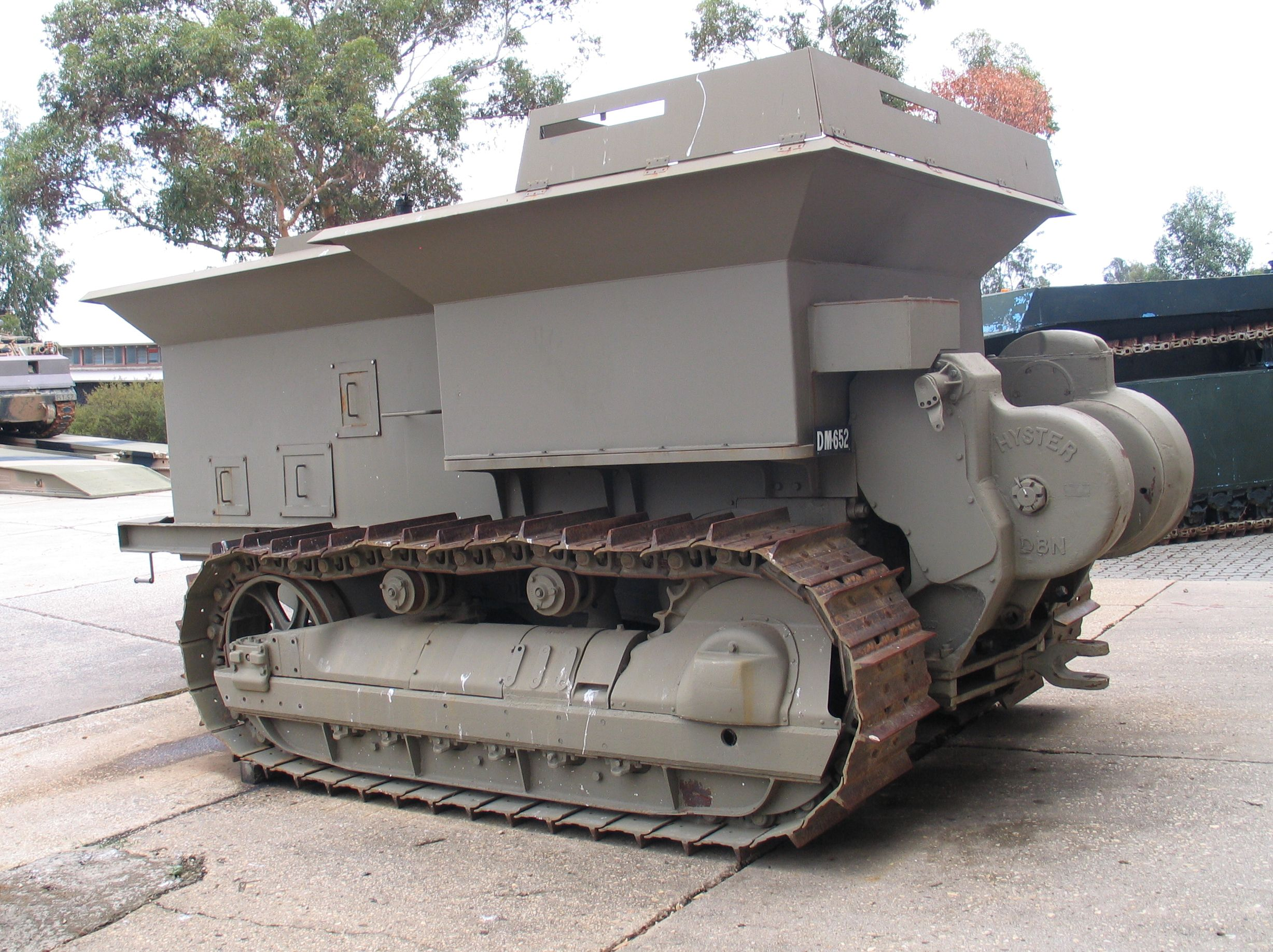
Caterpillar BARV
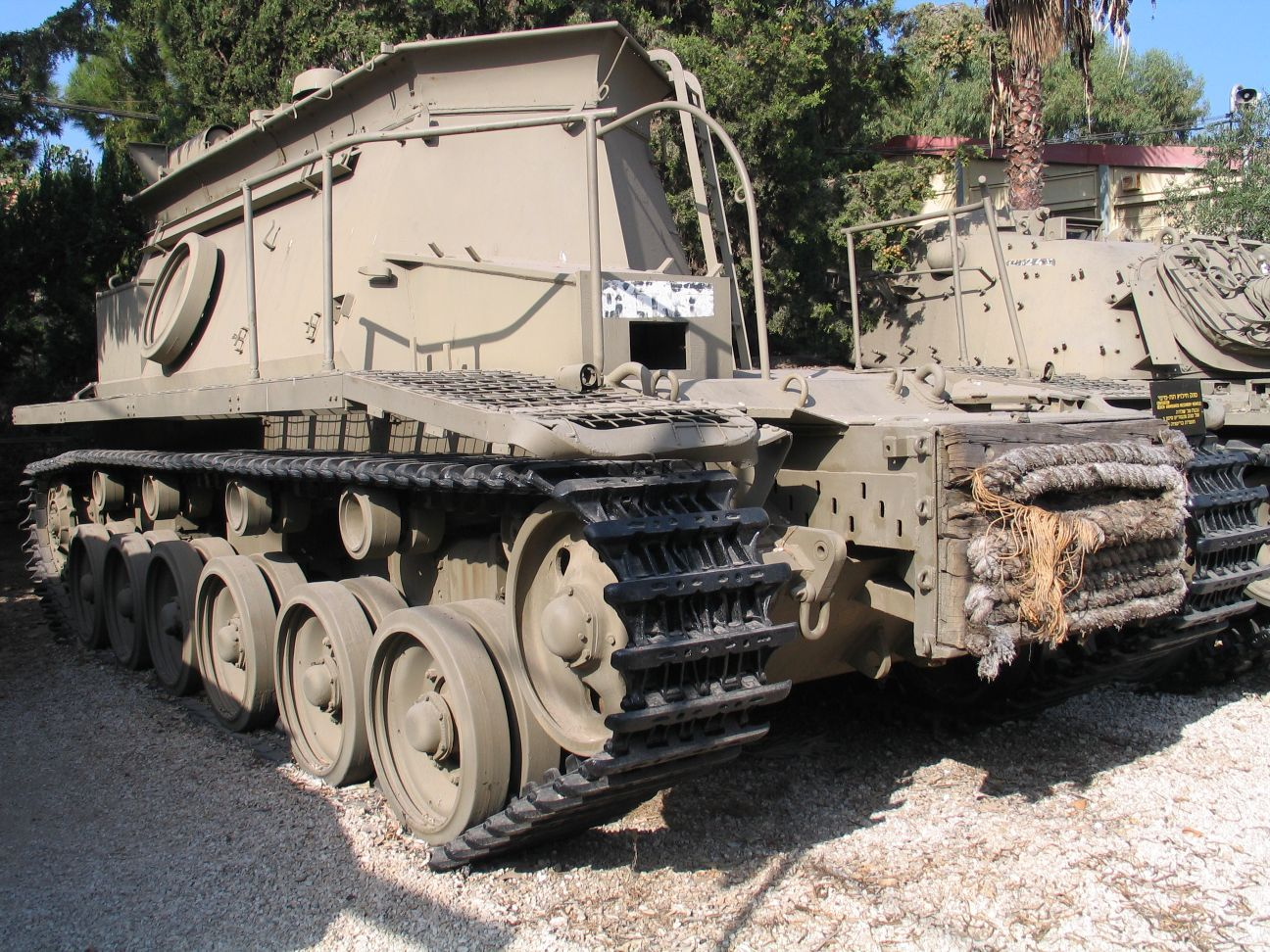
Centurion BARV
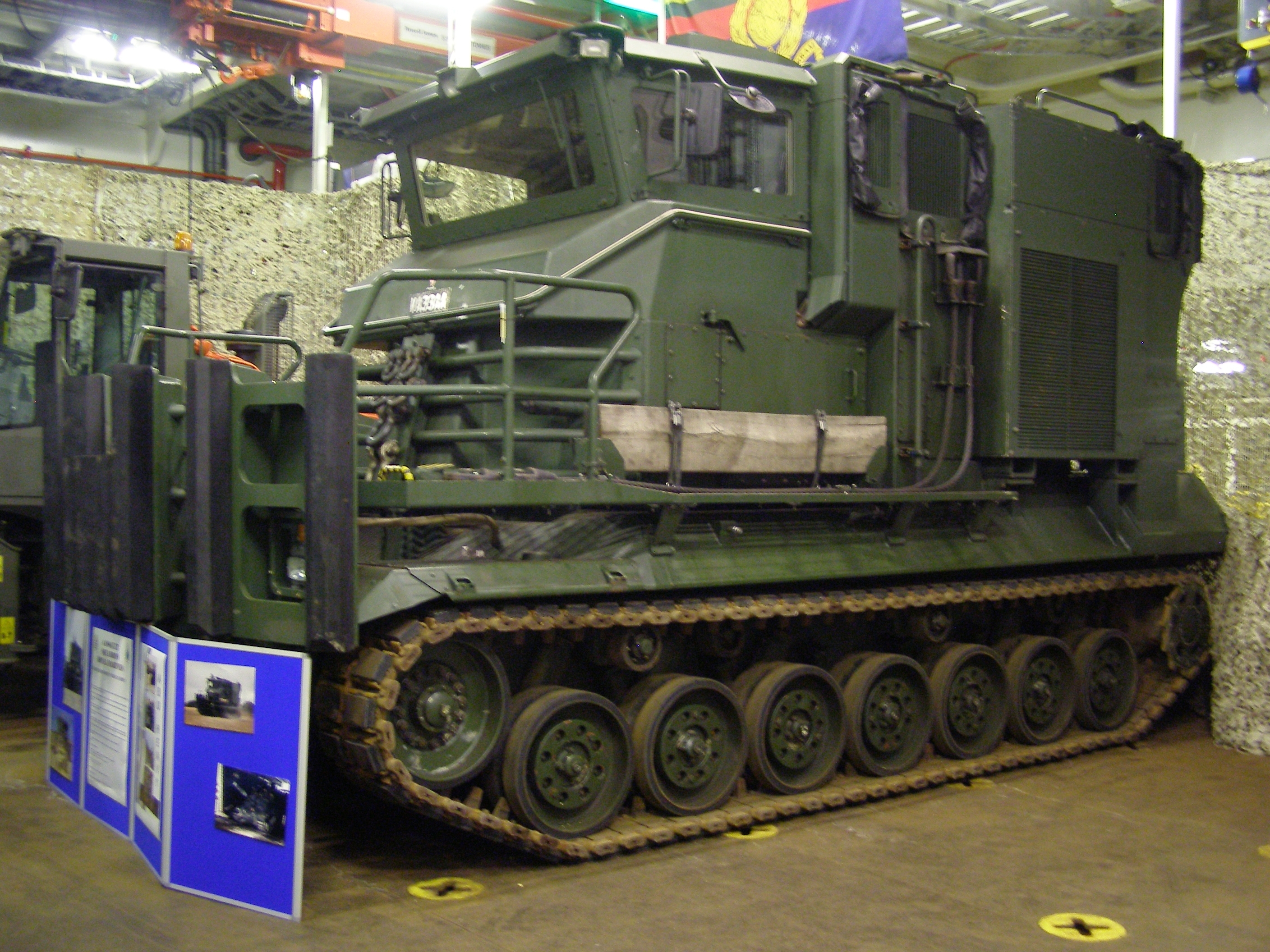
Hippo BRV
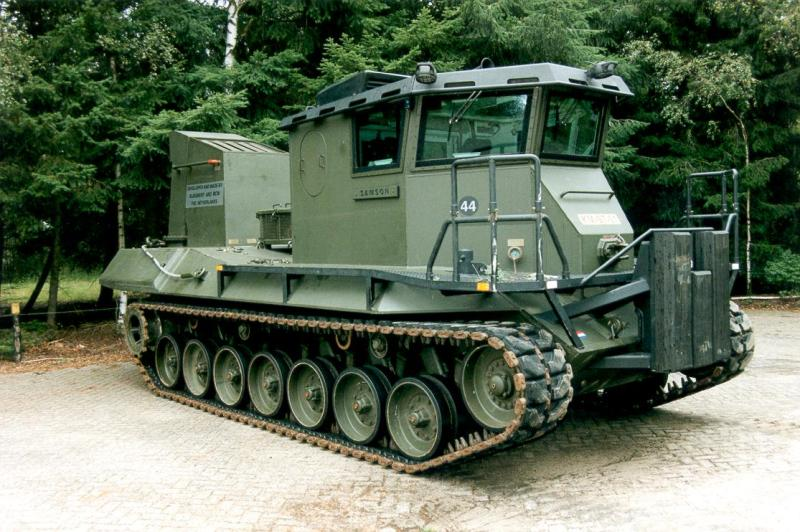
Leopard BARV Samson